# Odosicyos
Odosicyos es un género con una especie de plantas con flores perteneciente a la familia Cucurbitaceae. 

## Especies seleccionadas
| - Odosicyos bosseri [M.Keraudren Aymonin] |